# 200031 Romainmontaigut
200031 Romainmontaigut este o planetă minoră (asteroid) din centura de asteroizi. A fost descoperită pe 12 august 2007 la Eygalayes de . 
Obiectul prezintă o orbită caracterizată de o semiaxă mare de 3,0190061555541 UAi, o excentricitate de 0,062504674472659, o înclinație de 9,2945896588331 ° în raport cu ecliptica.